# Davidsbündlertänze
 (février 2014).
Si vous disposez d'ouvrages ou d'articles de référence ou si vous connaissez des sites web de qualité traitant du thème abordé ici, merci de compléter l'article en donnant les références utiles à sa vérifiabilité et en les liant à la section « Notes et références ».
Les Davidsbündlertänze, Opus 6, (Danses des membres de la Confrérie de David) sont une suite de 18 pièces pour piano seul composées par Robert Schumann en 1837. Elles sont appelées ainsi en référence au Davidsbündler (la Confrérie de David) imaginée par Schumann par analogie au combat de David contre les Philistins.

## Conception
Les morceaux des Davidsbündlertänze ne sont pas de vraies danses (même si certaines obéissent au rythme ternaire de la valse ou du ländler). Elles se trouvent au croisement des ambitions musicales et poétiques de Schumann, mais aussi de ses luttes personnelles pour épouser Clara Wieck ( p. VIII). Ainsi, la première édition de 1838 porte la seule mention « Pièces caractéristiques composées par Florestan et Eusébius ». Ce sont les deux faces de l'individualité de Schumann, les deux côtés extrêmes de son caractère : d'une part Florestan, « l'assaillant bruyant et pétulant, entièrement honnête, mais souvent adonné à des caprices les plus étranges », d'autre part Eusébius, « l'adolescent tendre qui toujours reste modestement dans l'ombre ».
Les Davidsbündlertänze sont perçues comme des maximes de la vie de Schumann et des conceptions esthétiques selon lesquelles il a combattu pour une nouvelle culture musicale, opposée à celle de ses détracteurs. Ces pièces reflètent l'état d'âme du compositeur, elles sont une œuvre auto-psychologique qu'il déclare être sa "propriété". Schumann confesse que dans les danses, beaucoup de pensées nuptiales sont cachées, que l'histoire est toute une veille de noces.

## Analyse
L'œuvre comprend deux parties dont la première commence par le motif emprunté de la mazurka Op. 6 no 5 en sol majeur de Clara Schumann (note en bas de page * p. 2 de ). Après avoir exploré l'espace d'une autre tonalité, finit par le no 9 en do majeur. La deuxième partie elle aussi retourne à la tonalité de do majeur inopinément atteinte dans II/9.
Dans ce morceau rôde une résolution sur do majeur qui n'est atteinte que dans la 41e mesure : Schumann se réfère à ce passage dans une lettre à Clara sans laisser le moindre doute en ce qui concerne son sens : Comme je l'ai découvert, dans les Danses de David il y a un point culminant à la fin, et il marque le grand Do par une note qui en même temps ne peut qu'être un chiffrage signifiant Clara.
Les deux morceaux en do majeur (I/9 et II/9) seuls sont sans signature (Florestan ou Eusebius), en revanche, les deux passages connus qui exposent les deux morceaux comme un résumé en ont.

### Premier cahier
1. Lebhaft, sol majeur : arpèges à la main gauche, mélodie à la main droite, variations du thème, variations entre Eusebius et Florestan qui signent conjointement ce morceau vif.
2. Innig, si mineur : avec intériorité, mélodie discrète à la main droite, accompagnement à la main gauche, et chant intérieur.
3. Mit Humor, sol majeur : premier thème déclamé aux deux mains, puis partie centrale rieuse avec ses staccatos, pointés, aux deux mains. Retour au thème et fin en arpèges, piano.
4. Ungeduldig, impatient, si mineur : sorte de valse avec mains alternées. Point culminant, retour au premier thème variant avec un contrechant admirable, petite coda sombre.
5. Einfach (simplement) ré majeur : mélodie rêveuse, partie centrale pleine d'appogiatures et d'arpèges fluides, répétition du premier thème.
6. Sehr rasch und in sich hinein, très rapide avec une ferveur intime : ré mineur : morceau sauvage avec une main gauche jouant avec les demi-tons, féroce.
7. Nicht schnell mit äussert starker Empfindung, pas vite et profondément expressif : la main gauche fait des arpèges telle une harpe, la main droite complète avec une mélodie simple. Ce morceau contient une des harmonies les plus belles de Schumann.
8. Frisch (alerte), do mineur. Mélodie vive et impatiente montant résolument en puissance à chaque phrase, accompagnée par une basse rapide à la main gauche.
9. Lebhaft (vif), do majeur. Les premières mesures sont trompeuses et donnent l'illusion d'une tonalité toute autre que do majeur. Le morceau est construit entièrement sur des mélodies en rythme pointé.

### Deuxième cahier
1. Balladenmässig, sehr rasch, Ré mineur. Cavalcade fougueuse des deux mains qui semblent se combattre sans pouvoir se concilier. La partie centrale alterne la mélodie tantôt à la main droite, tantôt à la main gauche. La fin, en ré majeur parvient à réunir les deux mains dans la paix.
2. Einfach, si mineur : dualité de mélodies aux deux mains, dont le deuxième trouve un contrechant superbe à la main gauche. Reprise des thèmes, variés.
3. Mit Humor, mi majeur. Sorte de mouvement de danse pittoresque avec ses motifs nerveux et volatils à la main droite, en triples croches.
4. Wild und lustig (sauvage et animé) Si mineur. Long morceau bithématique. La première partie est une chevauchée d'accords à la main droite et d'octaves à la main gauche qui partent pour une longue envolée passionnée qui va vers la sérénité jusqu'au deuxième "thème", en forme de choral paisible aux riches harmonies. Répétition intégrale, puis coda murmurée pp, de plus en plus rapidement, vers si majeur.
5. Zart und singend (doux et chantant) Mi bémol majeur. Sérénade délicate aux riches chants intérieurs, pleine de passion.
6. Frisch (alerte), Si bémol majeur. Introduction conquérante, suivie d'une partie centrale plus fournie, murmurée dans le piano, dans un mouvement extatique d'une mélodie à la main droite dans l'aigu, et d'un flot d'arpèges paisibles. Retour au thème introductif qui sert de conclusion.
7. Mit gutem Humor, Sol majeur. Morceau riant, plein de soubresauts, faite d'accords piqués à la main droite, puis sorte de canon en octaves. Reprise du thème initial mais alterné aux deux mains. Trio interrogatif amenant peu à peu au morceau suivant, sans pause...
8. Wie aus der Ferne (comme venu du lointain) si majeur : thème aux allures légendaires, baigné par une main gauche extatique égrainant ses notes faisant penser au prélude de la goutte d'eau de Chopin (qui lui est postérieur cependant). Développement d'accords lourds et pesants, crescendo, retour au thème qui amène vers une reprise intégrale de I/2 (innig) qui aboutit vers une coda frénétique, Nach und nach schneller, désespérée et virtuose, s'éteignant dans la nuance piano...
9. Nicht zu schnell, do majeur. Ce morceau conclusif ne finit pas, comme bien souvent dans les cycles musicaux, en triomphe fortissimo, mais bien au contraire en sorte de berceuse très douce à trois temps, qui vient s'éteindre à la main gauche sur le do le plus grave, telle une cloche sonnant minuit.

## Sources
- (en) Eric Frederick Jensen, Schumann, Oxford, 2001, 408 p. (ISBN 9780195346060, lire en ligne);